# Cəfər Cabbarlı (Metro de Bakú)
Cəfər Cabbarlı es una estación del Metro de Bakú. Se inauguró el 27 de diciembre de 1993.
El 27 de octubre de 1993, se abrió la mitad occidental de la estación y se lanzó un tren lanzadera a lo largo de la segunda vía de la sección Jafar Jabbarly - Shah Ismail Khatai. A fines de 2008, se abrió la mitad este de la estación y se lanzó un segundo tren lanzadera a lo largo de la primera vía, que utiliza solo la segunda vía en la estación Shah Ismail Khatai.
La estación tiene un pasaje subterráneo directo a la estación "28 de mayo", no muy lejos de donde se encuentra. También tiene su propia entrada, conectada a muchos corredores y pasajes subterráneos.
En el futuro, está previsto conectar directamente las estaciones de Jafar Jabbarly y Nizami Ganjavi.